# Карпюк Віра Семенівна
Віра Семенівна Карпюк (?, тепер Любомльського району Волинської області) — українська радянська діячка, новатор сільськогосподарського виробництва, свинарка колгоспу «Радянська Україна» Любомльського району Волинської області. Депутат Верховної Ради УРСР 5-го скликання.

## Біографія
Народилася в селянській родині. Закінчила сільську школу.
З 1950-х років — свинарка колгоспу «Сталінський шлях» (з 1958 року — «Радянська Україна») села Рівне Головнянського (тепер — Любомльського) району Волинської області.

## Нагороди
- орден Леніна (26.02.1958)
- медалі